# Église Saint-Martin de Laguenne
Pour les articles homonymes, voir Église Saint-Martin.
L’église Saint-Martin est un édifice religieux catholique situé au cœur du village de Laguenne en Corrèze (France).

## Historique
Cette église romane était, lors de sa construction au XIIe siècle, le siège d'une prévôté bénédictine du VIIe siècle fondée par saint Calmin.

## Architecture
Elle comporte une chapelle aux clés de voûte armoriées, une Vierge à l'enfant, statue  en bois sculpté du XIIIe siècle.

## Galerie de photographies

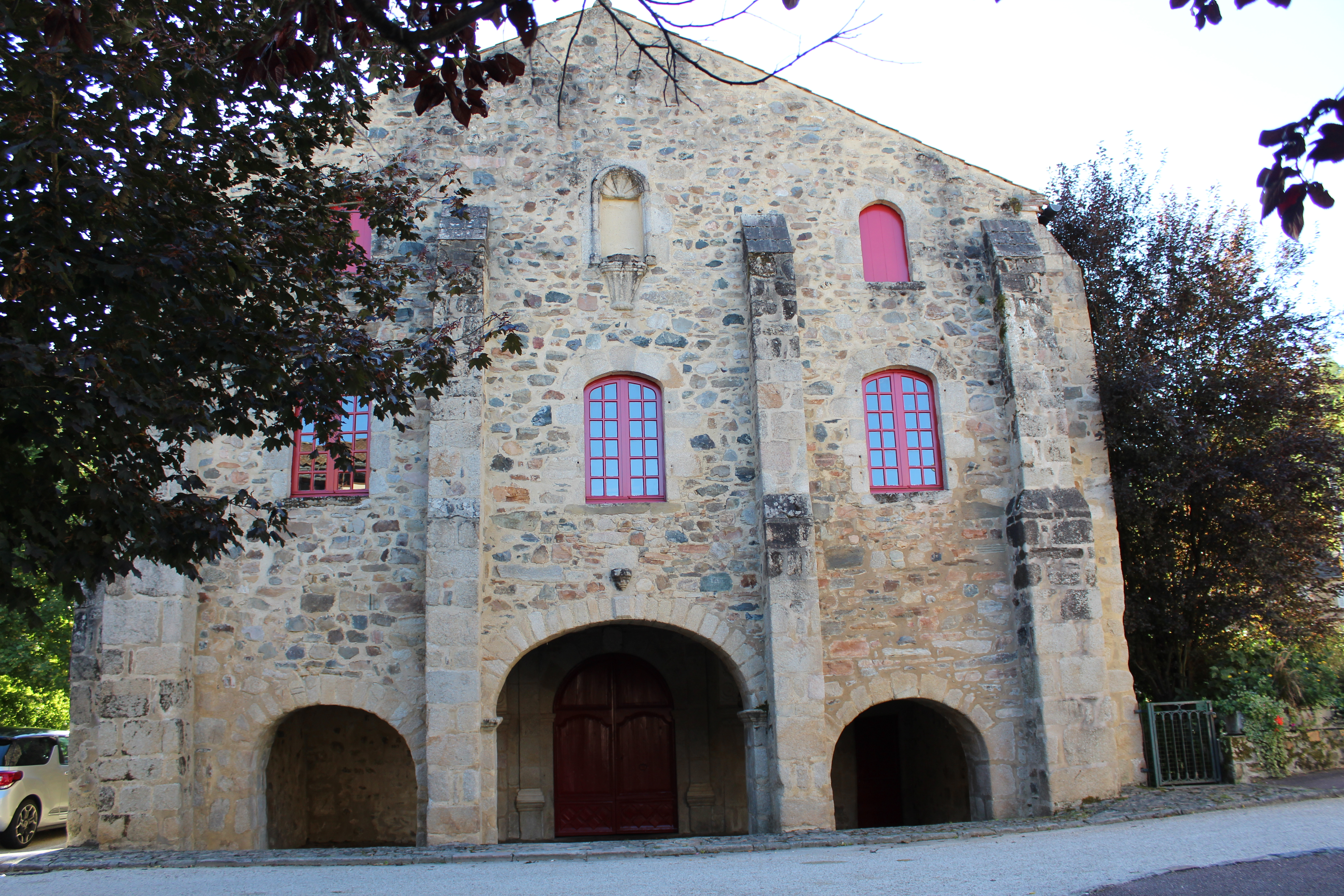
Large façade de l'église avec un vaste porche couvert surmonté d'un local d'habitation.
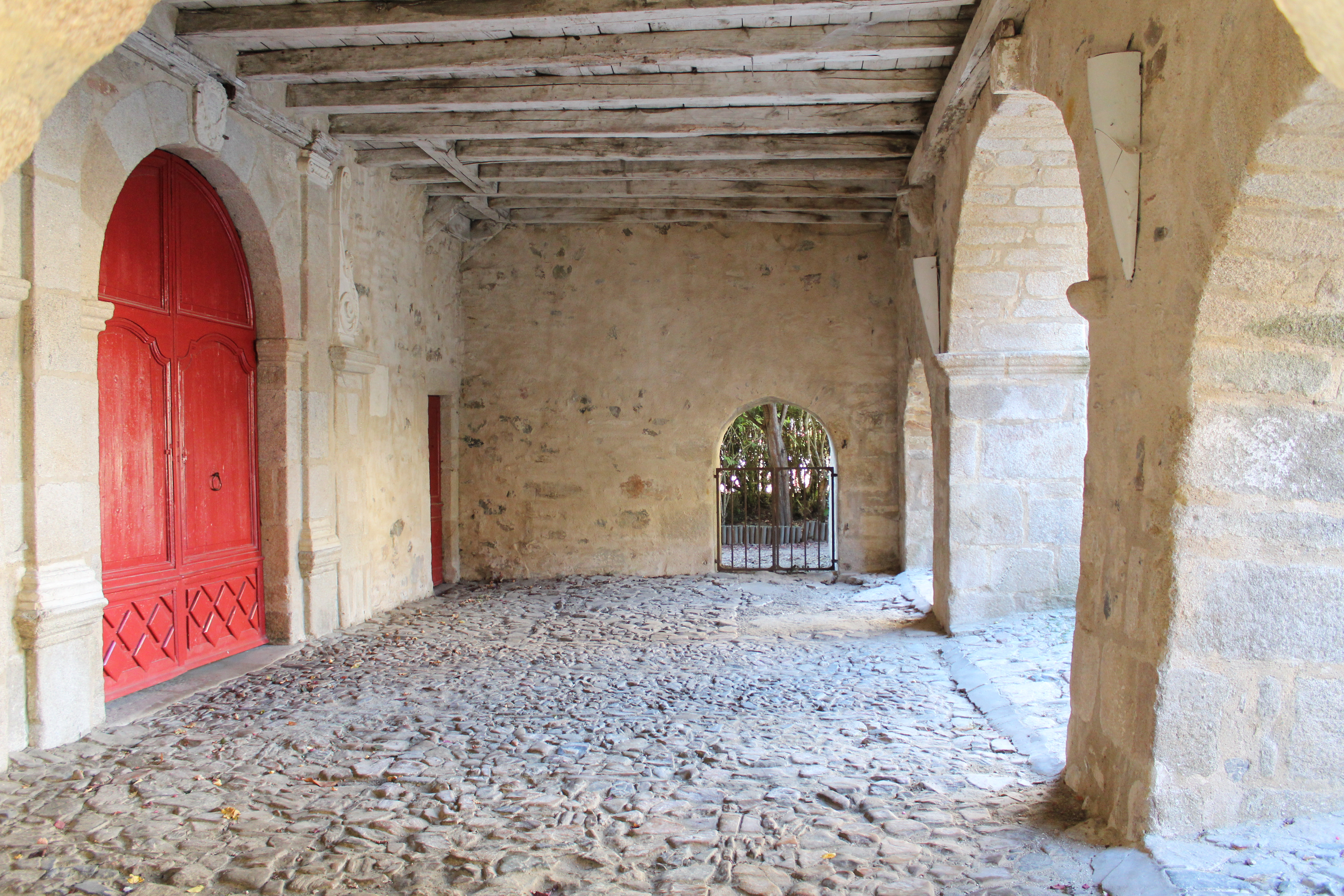
Vue de l'intérieur du porche.
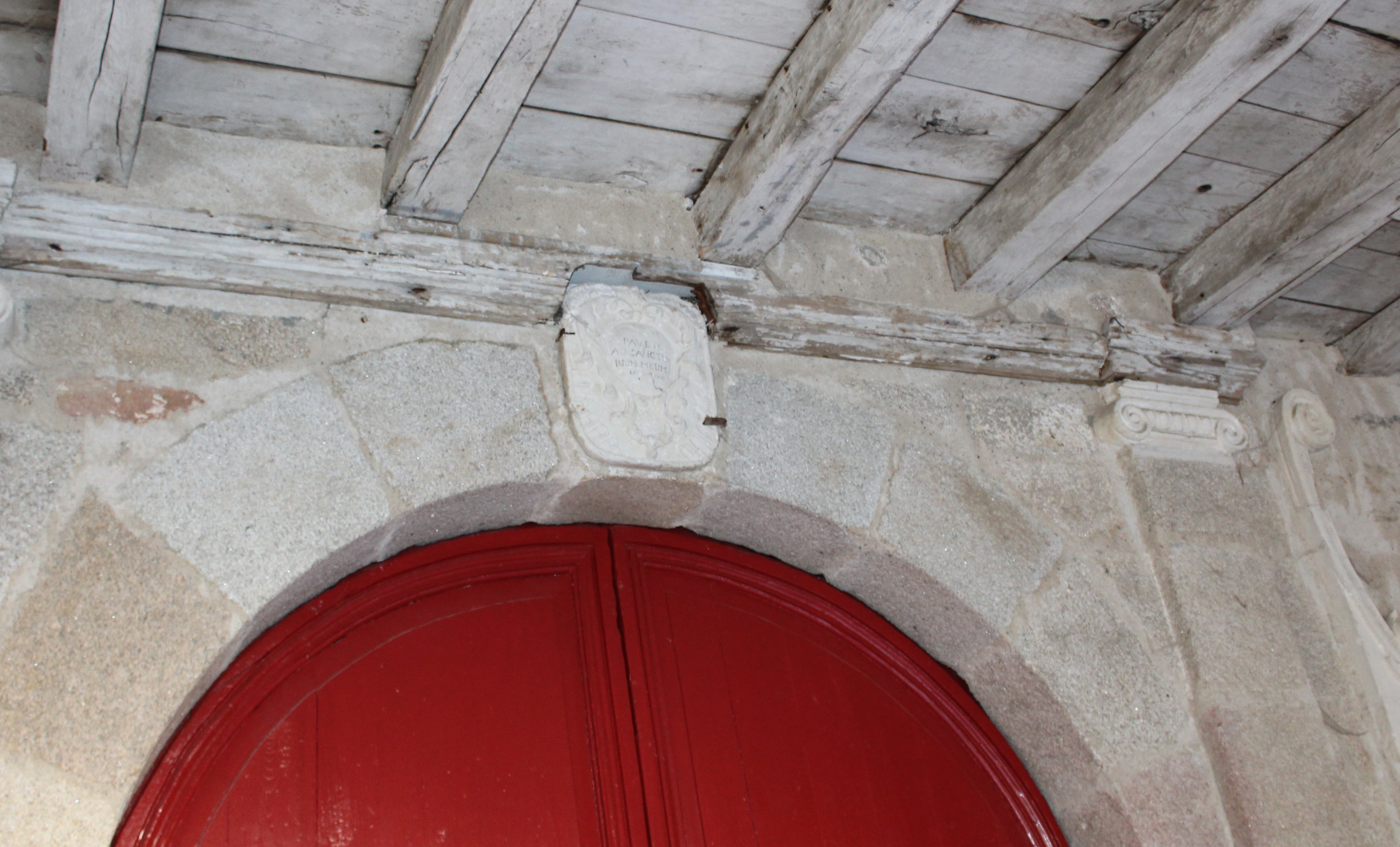
Epitaphe latine au nom du fondateur de l'église "Etienne" placée au-dessus de l'entrée.
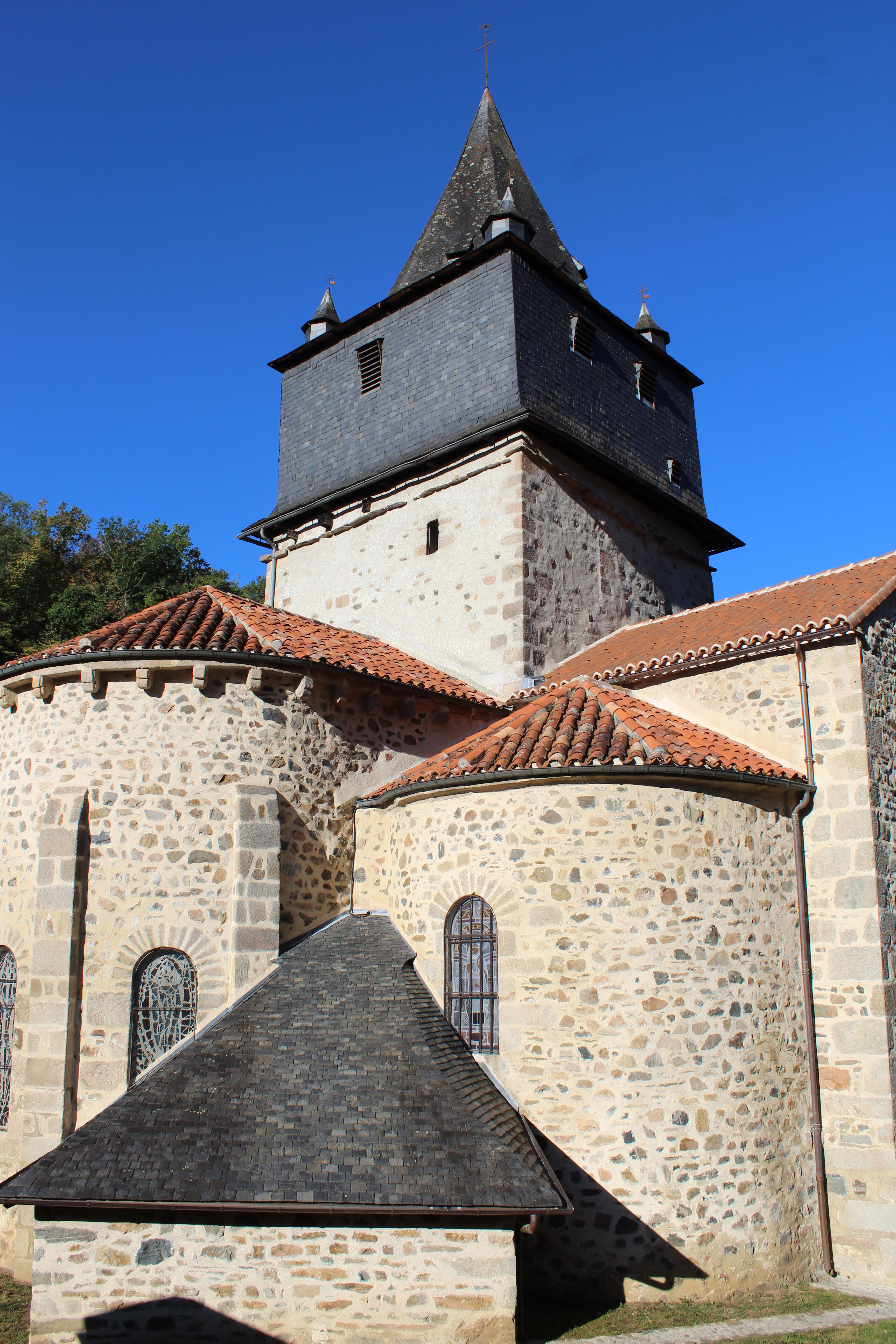
Clocher carré.
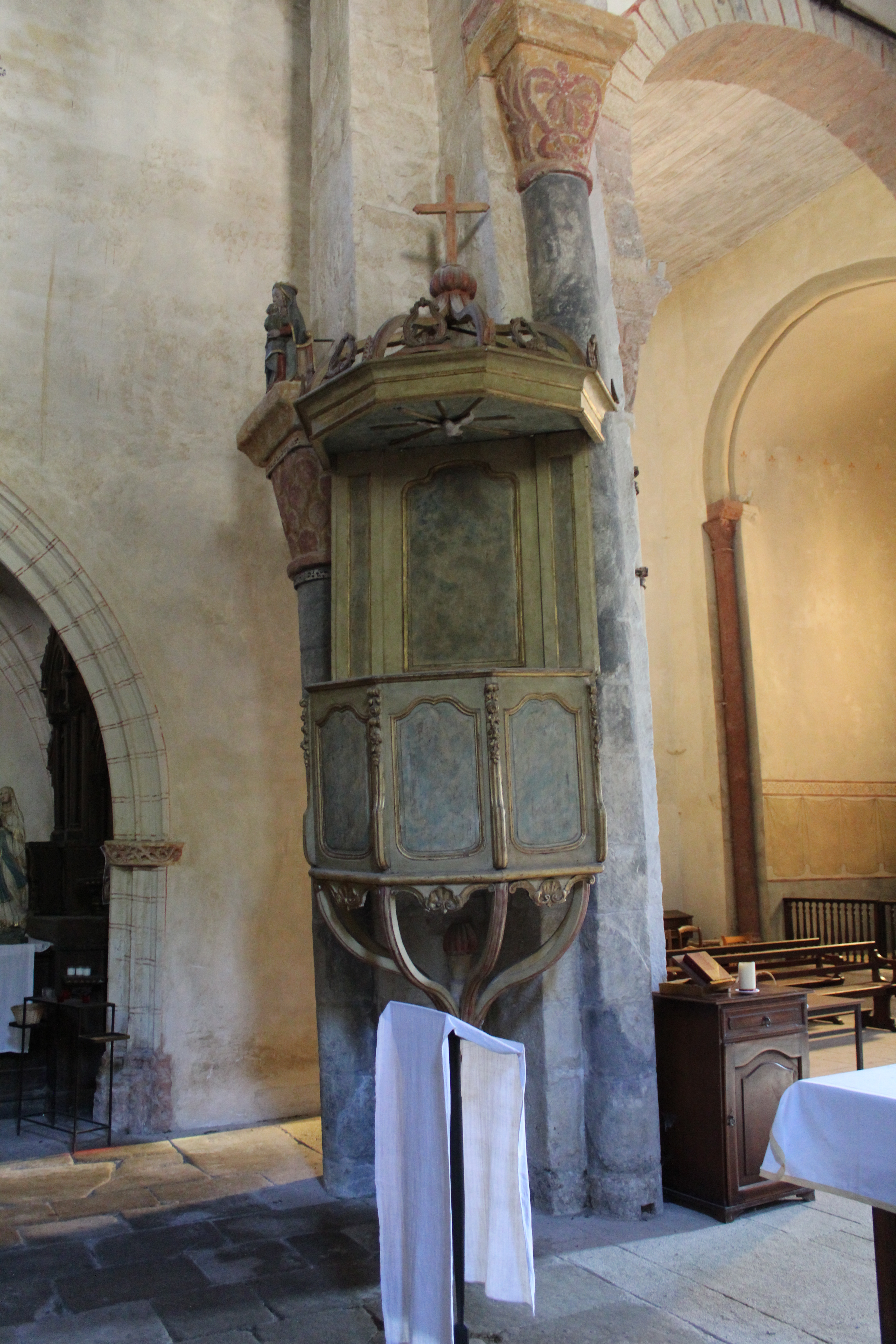
Chaire en bois sculpté et peint du XVIIIe siècle.
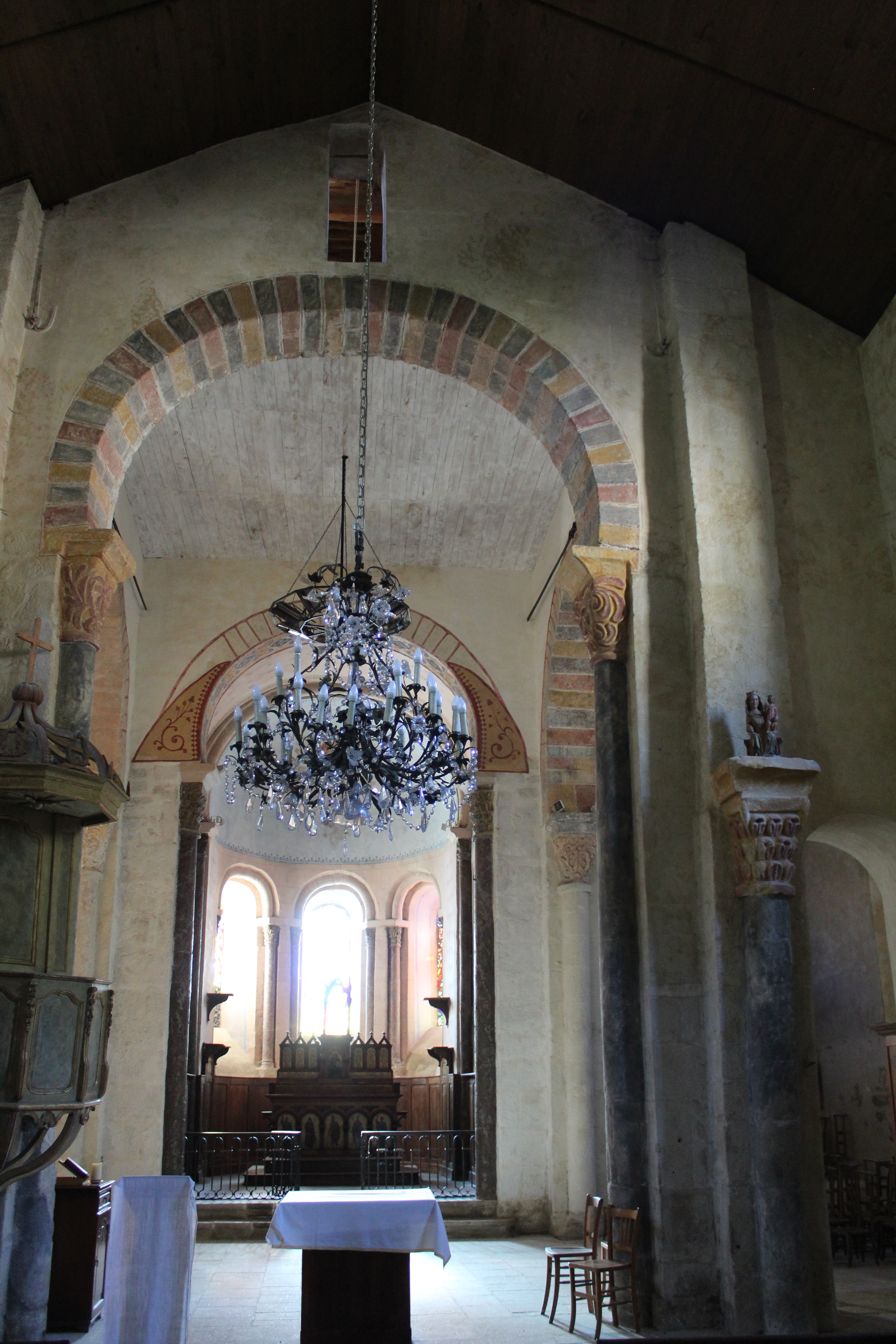
La nef.
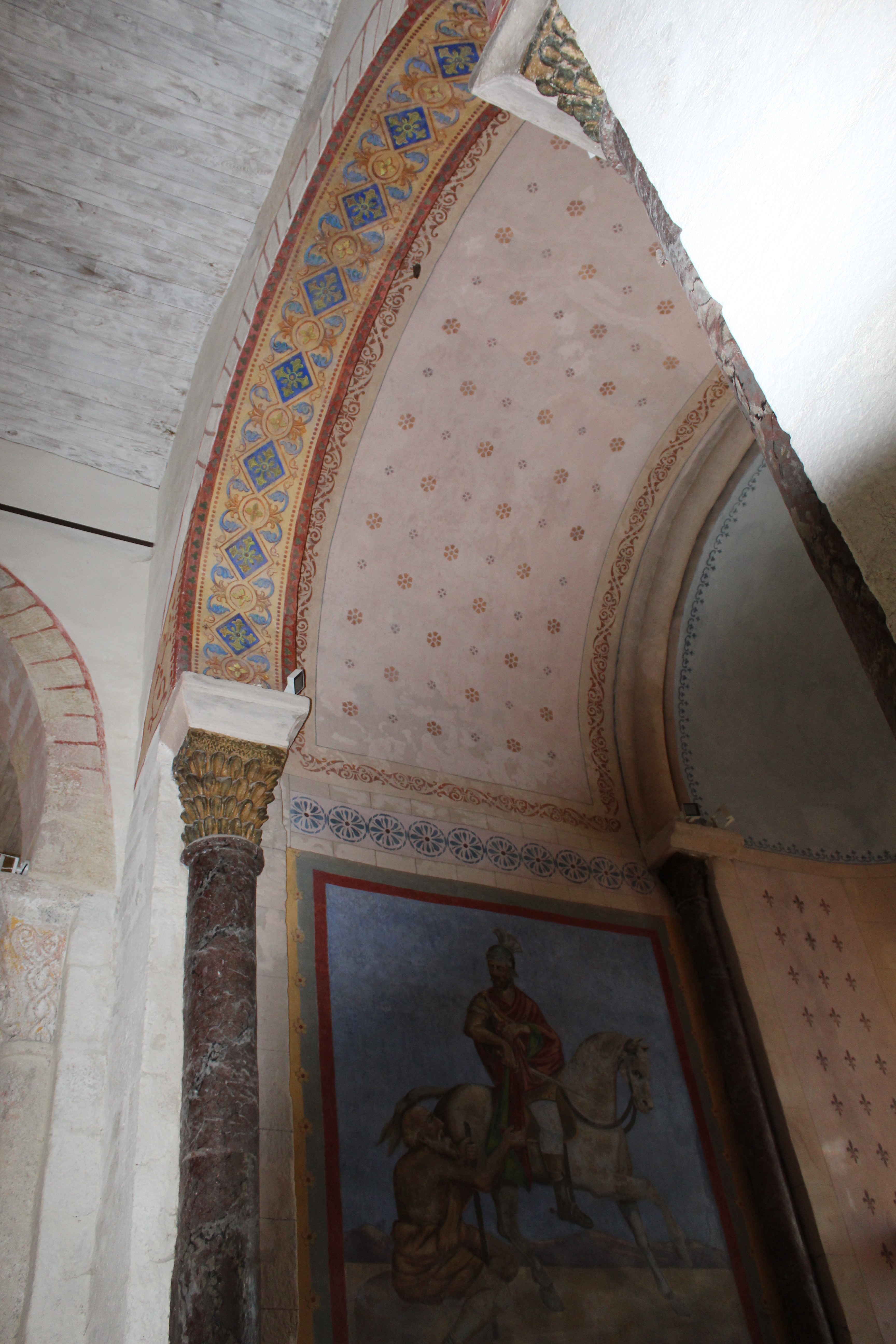
Détail de la voûte peinte.